# Wielka Rada Faszystowska
Wielka Rada Faszystowska (wł. Gran Consiglio del Fascismo) była głównym organem faszystowskiego rządu Benito Mussoliniego we Włoszech. Ciało to, posiadające niezwykle szeroki zakres władzy, zostało utworzone za pomocą aktu rządowego 12 stycznia 1923 roku.
Jej członkami byli:
- Premier:
  - Benito Mussolini (od 12 stycznia 1923 do 25 lipca 1943)
  - Pietro Badoglio (od 25 lipca 1943 do 4 czerwca 1944)
- tzw. Quadrumwirowie, czyli osoby, które poprowadziły słynny marsz na Rzym, w wyniku którego faszyści przejęli władzę we Włoszech: Benito Mussolini, Michele Bianchi, Emilio De Bono, Cesare Maria de Vecchi i Italo Balbo,
- przewodniczący: włoskiego Senatu, Izby Deputowanych, Fasci i korporacji,
- ministrowie: sprawiedliwości, spraw zagranicznych, rolnictwa i leśnictwa, edukacji, korporacji i kultury powszechnej,
- przewodniczący Królewskiej Akademii Włoch (był nim m.in. Guglielmo Marconi), przewodniczący sądów specjalnych, korporacyjnych, rolniczych, pracowniczych i in.
- dowódca MVSN,
- sekretarz Narodowej Partii Faszystowskiej (będący równocześnie sekretarzem Rady),
- różne osoby mianowane osobiście przez Mussoliniego na 3-letnią kadencję.

Rada posiadała bardzo rozbudowane uprawnienia. Mogła m.in.:
- Wybierać deputowanych Partii Faszystowskiej, nominować sekretarzy Partii i innych wysokich urzędników partyjnych.
- Przyjmować statuty partyjne i decydować o bieżących sprawach wchodzących w skład polityki partyjnej.
- Decydować o kształcie linii sukcesyjnej włoskiej monarchii (wybierać następcę tronu), o możliwym następcy na stanowisku premiera Włoch, o funkcjach i uprawnieniach oraz członkostwie w Radzie, Senacie i Izbie Deputowanych, o prawach i uprawnieniach premiera.
- Zatwierdzać międzynarodowe traktaty i decydować o kształcie polityki zagranicznej państwa.

Posiedzenia Wielkiej Rady Faszystowskiej odbywały się pod przewodnictwem premiera, a wszystkie akty prawne przez nią wydane musiały uzyskać jego akceptację. W przeciwieństwie do sytuacji w nazistowskich Niemczech, Wielka Rada ostatecznie obaliła Mussoliniego. Stało się to niedługo po lądowaniu aliantów na Sycylii.